# توماس رودولف
توماس رودولف (بالألمانية: Thomas Rudolph)‏ هو متسابق على الجليد بمزلاجة ألماني، ولد في 15 يونيو 1970 في إرفورت في ألمانيا.

## وصلات خارجية
- توماس رودولف على موقع أوليمبيديا (الإنجليزية)